# 4 Warszawski Pułk Strzelców Pieszych
4 Warszawski Pułk Strzelców Pieszych – oddział piechoty Wojska Polskiego we Francji.

## Formowanie i zmiany organizacyjne
Formowanie 4 pułku piechoty rozpoczęto 17 listopada 1939 r., w obozie Coëtquidan, na bazie rozwiązanego 2 pułku piechoty (zbiorczego) i pułku szkolnego. Wchodził w skład 2 Dywizji Strzelców Pieszych. Głównym źródłem pochodzenia żołnierzy byli ochotnicy narodowości polskiej spośród emigracji z Francji i Belgii oraz żołnierze ewakuowani z obozów internowania w Rumunii, na Węgrzech, Litwy i Łotwy, ponadto poborowi z Francji.  Z dniem 18 grudnia 1939 roku 4 pułk piechoty został dyslokowany do Parthenay w departamencie Deux-Sevres, liczył wówczas ok. 3200 żołnierzy. W dniu 14 lutego 1940 roku z 4 pułku piechoty wydzielono zawiązki dla 5 i 6 pułków piechoty, 2 i 202 pułków artylerii, ponadto zmieniono dyslokację części pododdziałów pułku. W miejsce przeniesionych żołnierzy do innych jednostek tworzonej 2 dywizji, przybyli poborowi spośród Polonii z terenu Francji, uzupełnianie pułku trwało do końca maja 1940 roku. Ponadto z pułku odesłano 283 żołnierzy jako niepożądanych ze względu na zły stan zdrowia lub niewłaściwą postawę moralną.  Pułk przez cały okres istnienia prowadził szkolenie. Uzbrojenie i wyposażenie bojowe i ekwipunek żołnierze pułku zaczęli otrzymywać dopiero od dnia 23 kwietnia 1940 i do czasu wyjazdu na front nie otrzymano pełnego ekwipunku bojowego. Tabory pułku zostały całkowicie zmotoryzowane poprzez przydzielenie 109 samochodów ciężarowych i ciągników. Zakwaterowanie szeregowych było bardzo złe, żołnierze kwaterowali w stajniach, strychach, stodołach i garażach w okresie srogiej zimy.  

## Działania zbrojne
Od 17 maja 1940 roku pułk został postawiony w stan gotowości bojowej i od dnia 19 maja 1940 roku rozpoczęto transportem kolejowym przewóz stanu osobowego wraz otrzymanym uzbrojeniem i sprzętem na zaplecze linii Maginota do Wassy i Doulevant de Chateau, gdzie znalazł się 21 maja. Następnie od 25 do 29 maja pułk odbył 100 km marsz pieszy w rejon Colombey-les-Belles i wraz z dywizją znalazł się w odwodzie 3 armii francuskiej. W dniu 30 maja 1940 roku nadano pułkowi oficjalną nazwę 4 Warszawski Pułk Strzelców Pieszych. Od 30 maja do 9 czerwca pułk intensywnie szkolił się i pobierał brakujące wyposażenie. Od 17 maja do końca działań we Francji nie dołączyła większość pułkowej kompanii broni towarzyszącej por. Jana Kantego Roehra, wraz z batalionowymi plutonami ppanc. (przy pułku była część komp. br. tow. z plutonem dowodzenia i moździerzy), została przydzielona do 11 francuskiej DP. W dniu 9 czerwca w pułku zarządzono pogotowie transportowe, 11 czerwca przewieziono koleją go w rejon Belfortu. Pułk wraz z 2 Dywizją Strzelców Pieszych wszedł w skład 45 Korpusu Armijnego 8 Armii francuskiej. Kwaterował w rejonie Hericourt. W dniach 13-16 czerwca najpierw organizował obronę na kanale Montbeliard, a następnie w rejonie wcześniejszego zakwaterowania. W dniu 17 czerwca 1940 roku pozostawiając 6 kompanię strzelecką jako pododdział osłonowy, pułk wykonał marsz i zaczął organizować obronę w rejonie; Maiche-Trevillers-Damprichard. 6 kompania podstępem niemieckim została zaskoczona, rozbrojona i częściowo wzięta do niewoli. I batalion pułku w dniu 18 czerwca stoczył całodzienne walki z czołowymi oddziałami niemieckiej 29 DP Zmot. o Maiche i wieczorem na rozkaz wycofał się do Fessevillers.  W dniu 19 czerwca od rana II i III bataliony pułku broniły do wieczora swoich pozycji przy skutecznym wsparciu całej artylerii dywizyjnej. W trakcie walk na pozycjach obronnych wzgórz Clos du Doubs, do pułku przydzielono II batalion 5 psp. Odcinek pułku został utrzymany. W godzinach nocnych 19/20 czerwca w kierunku granicy francusko-szwajcarskiej rozpoczął odwrót tabor pułku i przekroczył granicę ok. północy, ok. godz. 2 granicę przekraczały pododdziały bojowe pułku. Straty pułku w walkach; 15 zabitych, 40 rannych i 242 wziętych do niewoli i zaginionych.  

## Dalsze losy warszawskich strzelców pieszych
Od 20 czerwca 1940 4 Warszawski pułk strzelców pieszych został rozbrojony i internowany w Szwajcarii. Internowanych zostało 2469 żołnierzy. W okresie od sierpnia 1944, do maja 1945 roku ewakuowanych zostało ok. 600 żołnierzy i oficerów pułku do Francji, z tego niespełna 300 przybyło do Wielkiej Brytanii i odtwarzało 2 Brygadę Strzelców Pieszych 4 DP, natomiast kilkudziesięciu trafiło do 2 Korpusu Polskiego we Włoszech. Pułk formalnie rozwiązany w 1945. Jego tradycje kultywował w Wielkiej Brytanii 4 Warszawski Batalion Strzelców Pieszych. 

## Obsada personalna
Dowódcy pułku
- ppłk piech. Antoni Cieszkowski (XI 1939 - 1 IV 1940[5])
- ppłk piech. Aleksander Gembal (8 IV 1940[5] - 20 VI 1940)

| Obsada personalna pułku w maju 1940 | Obsada personalna pułku w maju 1940                                              | Obsada personalna pułku w maju 1940 |
| Stanowisko etatowe                  | Stopień, imie i nazwisko                                                         | Uwagi                               |
| dowództwo                           | dowództwo                                                                        | dowództwo                           |
| ----------------------------------- | -------------------------------------------------------------------------------- | ----------------------------------- |
| dowódca pułku                       | ppłk piech. Aleksander Gembal                                                    |                                     |
| szef sztabu                         | mjr dypl. piech. Jan II Nowaczyński                                              |                                     |
| adiutant                            | kpt. piech. Antoni Bem                                                           |                                     |
| oficer informacyjny                 | kpt. adm. (piech.) Stanisław Brunon Otwinowski                                   |                                     |
| oficer łącznikowy                   | por. Bolesław Ordon-Skwarczyński (por. kaw. rez. Bolesław Zygmunt Skwarczyński?) |                                     |
| oficer gazowy                       | por. Stanisław Suszkiewicz                                                       |                                     |
| naczelny lekarz pułku               | kpt. lek. dr Kazimierz Szulc                                                     |                                     |
| lekarz weterynarii                  | por. lek. wet. rez. Aleksander Wojciech Jezierski                                |                                     |
| kwatermistrz                        | kpt. Marian Białasik                                                             |                                     |
| oficer gospodarczy                  | por. int. rez. Feliks Piotr Plenkiewicz                                          |                                     |
| oficer ds. samochodowych            | por. br. panc. Aleksander Stanisław Petzen                                       |                                     |
| kompania dowodzenia                 |                                                                                  |                                     |
| dowódca kompanii                    | kpt. Zygmunt Jagodziński                                                         |                                     |
| dowódca plutonu łączności           | por. Jerzy Włodzimierz Karasiński                                                | †23 XII 1941                        |
| dowódca plutonu łączności           | ppor. rez. Adam Marcin Ignacy Kastner                                            |                                     |
| dowódca plutonu pionierów           | por. Emund Witkowski ? ppor. sap. rez. Władysław Malinowski                      |                                     |
| dowódca plutonu zwiadu mot.         | ppor. rez. Roman Ludwik Zdrowski                                                 |                                     |
| dowódca plutonu plot.               | ppor. art. Henryk Szperka                                                        |                                     |
| kompania broni towrzyszących        |                                                                                  |                                     |
| dowódca kompanii                    | kpt. Marian Kuźniewicz                                                           | 5 pappanc                           |
| dowódca plutonu moździerzy          | por. rez. Jan Kanty Roehr                                                        |                                     |
| dowódca I plutonu działek ppanc.    | ppor. Bronisław Nitka                                                            |                                     |
| dowódca II plutonu działek ppanc.   | ppor. rez. Antoni Maciej Data                                                    |                                     |
| kompania gospodarcza                |                                                                                  |                                     |
| dowódca kompanii                    | por. rez. Kazimierz Panaś                                                        |                                     |
| dowódca plutonu zaopatrzenia        | ppor. rez. Józef Franciszek Śmietana                                             |                                     |
| dowódca plutonu żywnościowego       | por. rez. Aleksander Wasung                                                      |                                     |
| dowódca plutonu reperacyjnego       | ppor. rez. Henryk Dawid                                                          |                                     |
| dowódca plutonu sanitarnego         | ppor. farm. rez. mgr Wincenty Kołodziejczyk                                      |                                     |
| kapelmistrz                         | mjr kplm. Juliusz Ludwik Rudolf Schreyer                                         |                                     |
| oficer broni pułku                  | ppor. rez. Tadeusz Józef Rapaczyński                                             | internowany w Szwajcarii            |
| I batalion                          |                                                                                  |                                     |
| dowódca batalionu                   | mjr piech. Antoni Chudzikiewicz                                                  |                                     |
| zastępca dowódcy                    | kpt. Stanisław Getter                                                            | internowany w Szwajcarii            |
| adiutant                            | por. Władysław Polaszek                                                          |                                     |
| lekarz                              | ppor. lek. dr Jan Koszyk                                                         |                                     |
| dowódca 1 kompanii                  | kpt. Józef Wieteska                                                              | internowany w Szwajcarii            |
| dowódcy plutonów                    | por. Zdzisław Dubicki                                                            |                                     |
| dowódcy plutonów                    | por. rez. Zdzisław Tadeusz Białas                                                |                                     |
| dowódcy plutonów                    | ppor. rez. Longin Kubiakowski                                                    |                                     |
| dowódca 2 kompanii                  | por. Leon Zalasiński                                                             |                                     |
| dowódcy plutonów                    | por. Zdzisław Korabiowski                                                        |                                     |
| dowódcy plutonów                    | ppor. Tadeusz Michniowski-Michniewski                                            |                                     |
| dowódcy plutonów                    | ppor. Bolesław Fijałkowski                                                       |                                     |
| dowódcy plutonów                    | ppor. Jerzy Binek                                                                |                                     |
| dowódca 3 kompanii                  | por. rez. Władysław Andrzej Szyjkowski                                           |                                     |
| dowódcy plutonów                    | por. Józef Wiktor Emil Blumski                                                   |                                     |
| dowódcy plutonów                    | ppor. rez. Michał Biedroń                                                        |                                     |
| dowódcy plutonów                    | ppor. rez. Jan Wojnas                                                            |                                     |
| dowódcy plutonów                    | por. Zenon Minkiewicz                                                            |                                     |
| dowódca 1 kompanii ckm              | por. Kazimierz Matyjaszewski                                                     |                                     |
| dowódcy plutonów                    |                                                                                  |                                     |
|                                     |                                                                                  |                                     |
|                                     |                                                                                  |                                     |
|                                     |                                                                                  |                                     |
| II batalion                         |                                                                                  |                                     |
| dowódca batalionu                   | mjr piech. Tadeusz Zarzycki                                                      |                                     |
| dowódca 4 kompanii                  | por. Czesław Kruk                                                                |                                     |
| dowódca plutonu                     | ppor. Paweł Miglus                                                               |                                     |
| dowódca 5 kompanii                  | por. Bolesław Serednicki                                                         |                                     |
| dowódcy plutonów                    | ppor. Jan Sawka                                                                  |                                     |
| dowódcy plutonów                    | ppor. Adam Polański                                                              |                                     |
| dowódcy plutonów                    | ppor. Edward Kryszyn                                                             |                                     |
| III batalion                        |                                                                                  |                                     |
| dowódca batalionu                   | mjr piech. Franciszek Raczek                                                     |                                     |
| zastępca dowódcy                    | kpt. Jan Tomicki                                                                 |                                     |
| adiutant                            | ppor. Józef Nahaczewski                                                          |                                     |
| lekarz                              | ppor. dr Zbigniew Godłowski                                                      |                                     |
| dowódca 7 kompanii                  | kpt. Tomasz Srokowski                                                            |                                     |
| dowódca 8 kompanii                  | por. Zygmunt Starczynowski                                                       |                                     |
| dowódca 9 kompanii                  | por. Tadeusz Jaworski                                                            |                                     |
| dowódcy plutonów                    | ppor. Wilhelm Kohlman                                                            |                                     |
| dowódcy plutonów                    | ppor. Stanisław Łuczyński                                                        |                                     |
| dowódcy plutonów                    | ppor. Stanisław Kaprocki                                                         |                                     |
| dowódca 3 kompanii ckm              | kpt. Tadeusz Daniszewski                                                         |                                     |